# Чардашко дере
Чардашко дере е малка рекичка, протичаща на около 2 километра северозападно от Копривщица. Служи като допълнителен водоизточник на града. Ляв приток е на река Тополница.
Извира в околностите на връх Рошава могила. В долното си течение протича през местността Войводенец, мястото където се провежда Националният събор на българското народно творчество. Устието на Чардашко дере се намира в зоната на горския разсадник на одържавеното през 1922 г. Дружество за залесяване в град Копривщица в същата местност.
Когато отминават първите дни на Априлското въстание, както пише години по-късно участника в него Танчо Шабанов, на 28 април няколко души, комитетски дейци взимат решение да бъдат избити турчеещите се копривщенски цигани, по подобие на тези в Клисура, където до запалването на града от ордите башибозук на Тосун бей те са свободни. Това е наложено заради заловеният циганин, който се опитвал да се свърже с турците в Стрелча и да обади какво става в Копривщица. Около седемдесет цигани са изкарани в местността „Чардашко дере“ и изклани повечето от тях, заедно с пет турци. В клането участва и въстаникът Тодор Тумангелов. Много малко са убити с огнестрелно оръжие или умрели от страх. Само един по професия гюмрукчия (събирач на такси) бил оставен жив, заедно със семейството му, защото бил добър човек. По сведения на Никола Беловеждов, е заловен и скритият жандарин, като той и някои от циганите признават, че щели да изгорят Копривщица, щом им се удаде сгоден случай. От всички на брой около 70 – 80 души, са наказани смъртно и присъдата е изпълнена над тях през нощта на 27 или 28 април. Жените и децата обаче са пощадени. В копривщенското въстание не е убита нито една жена, нито едно дете, нито един мъж по-млад от 20 години. Турците отпосле са клали и неродените още деца.
В навечерието на събитията в Копривщица от април 1876 г. в селото има около шестесет цигански семейства, препитаващи с като ковачи, музиканти и дръндари, майстори на плъсти. Като изповядващи мохамеданската религия имали заделено специално помещение, което да използват като джамия.
На 1 май 1876 г. от посока североизток, откъм Чуминската река и по върха Три могили почернява от редовна турска армия и башибозук, наброяващи общо около пет хиляди души. Аскера се предвожда от Хасан бей и Хафъз паша. Копривщенските първенци за да уверят насилниците, че селото е мирно и верноподаническо изпращат с „дарове“ поп Дончо Плачков като парламентьор при тях. Той не успява да стигне до командирите и дали защото не е снабден с парламентьорски отличителни знаци или защото ако началниците приемат мисията му башибозука няма да може да разграби селото. Поп Дончо Плачков става първата кървава жертва на Копривщица в олтара на свободата.Героя е посечен на място в района на Чардашко дере.